# Chevilly-Larue
Chevilly-Larue är en kommun i departementet Val-de-Marne i regionen Île-de-France i norra Frankrike. Kommunen ligger i kantonen Chevilly-Larue som tillhör arrondissementet L'Haÿ-les-Roses. År 2022 hade Chevilly-Larue 19 813 invånare.

## Befolkningsutveckling
Antalet invånare i kommunen Chevilly-Larue
| Referens: INSEE |